# Joanna Krupa (modelka)
Joanna Krupa-Nunes (ur. 23 kwietnia 1979 w Warszawie) – polsko-amerykańska modelka, aktorka, prezenterka telewizyjna, aktywistka praw zwierząt i celebrytka.

## Rodzina i edukacja
Urodziła się w Warszawie. Jest starszą córką Jolanty i Zbigniewa Krupów. W wieku pięciu lat wyemigrowała z matką do Chicago. Ma młodszą siostrę, Martę (ur. 1986). Wychowała się w rodzinie katolickiej.
Uczęszczała do Mary Lyon Public School i Steinmetz High School. Później zamieszkała z rodziną w Los Angeles. W dzieciństwie trenowała taniec klasyczny, później zainteresowała się modelingiem. Kiedy miała 13 lat, została zapisana przez matkę do szkoły dla modelek.

## Kariera w modelingu
Pod pseudonimem Regina Bartkowski wystąpiła w reality show Zostań laską Snoop Doga (Girls Gone Wild). Później poddała się operacji powiększenia piersi i zaczęła pracę jako fotomodelka. Pojawiła się na okładkach wielu magazynów na całym świecie i brała udział w sesjach zdjęciowych, publikowanych na łamach magazynów: „Glamour”, „Playboy” (w edycji amerykańskiej i polskiej), „CKM”, „FHM” (w edycji francuskiej), „Most Fitness Magazine”, „GQ”, „Personal”, „Inside Sport”, „Stuff”, „Steppin Out”, „Cosmopolitan”, „InStyle”, „Maxim” (w edycji belgijskiej, niemieckiej i amerykańskiej), „Grazia”, „Viva!” i „Treats!”. Będąc w ciąży, w 2019 trafiła na okładkę czasopism „Wprost” i „Viva!”.

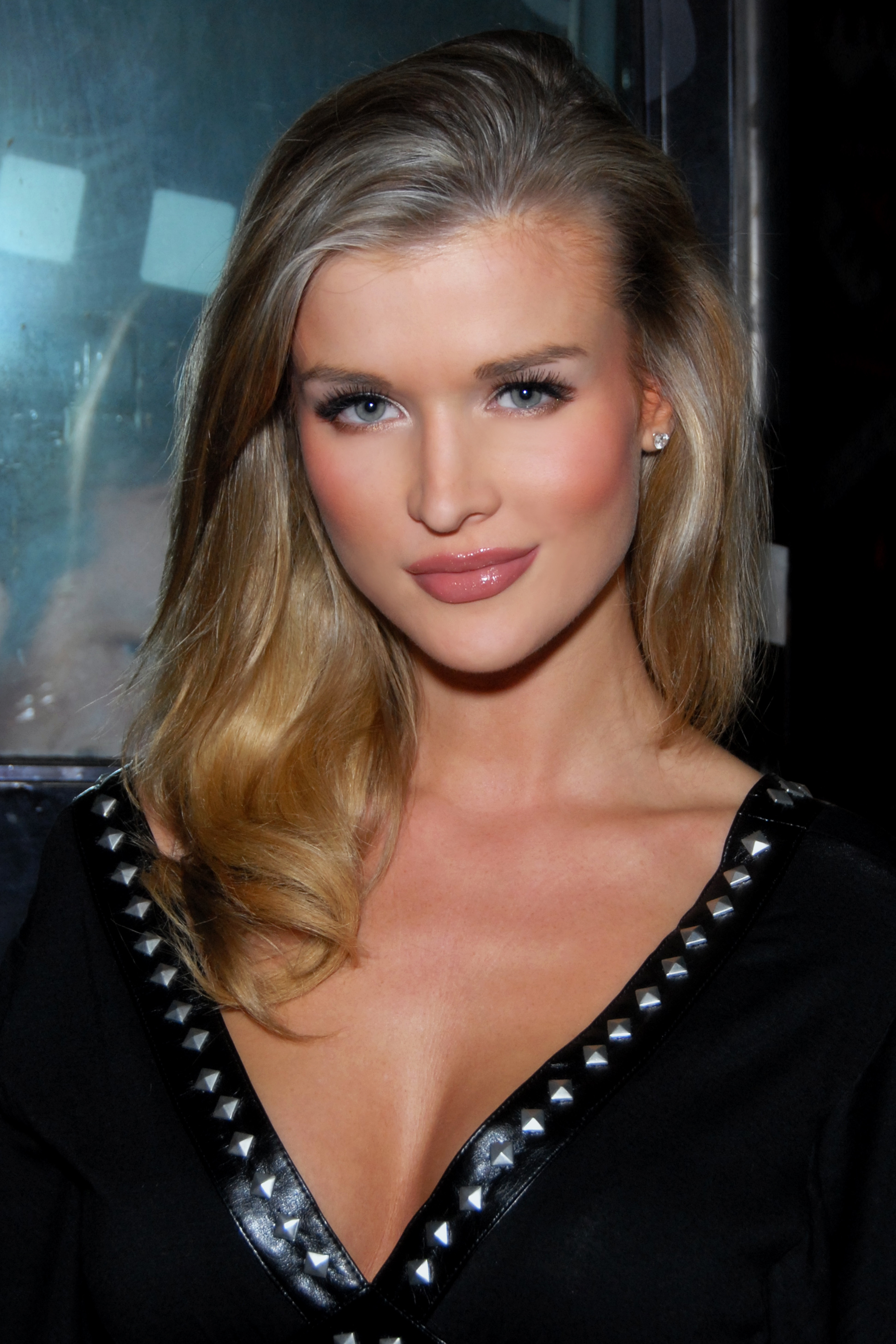
Krupa (2008)

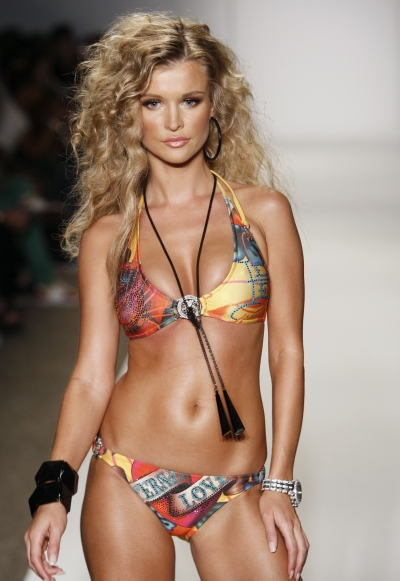
Krupa (2008)

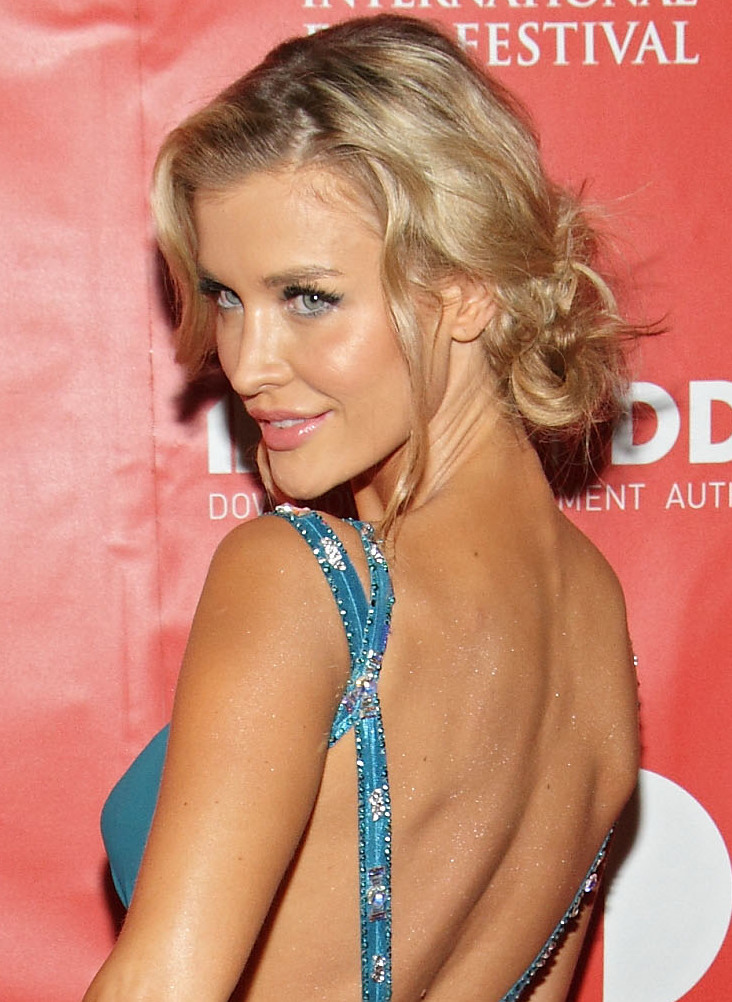
Krupa (2012)

W latach 2005–2007 zajmowała odpowiednio 78., 61. i 66. miejsce w zestawieniu 100 najgorętszych kobiet miesięcznika „Maxim”. W 2007 znalazła się wśród 25 najbardziej seksownych kobiet świata według magazynu „Playboy”. W lipcu 2008 zajęła trzecie miejsce w zestawieniu dziesięciu najseksowniejszych Polek sporządzonym przez czytelników magazynu „CKM”. Niemiecki magazyn „Maxim” wybrał ją na „kobietę roku 2004”. Z siostrą Martą była „Miss Howard TV” grudnia 2007 w Howard TV i The Howard Stern Show.

## Kariera medialna
W 2010 została jurorką i prowadzącą program TVN Top Model. Popularność wśród widzów zyskała wtrącaniem angielskich słów do swoich wypowiedzi w języku polskim. Następnie została prowadzącą programu TVN Misja pies (2017) i jednego z odcinków talk show Showmaxu SNL Polska (2018).
Uczestniczyła w programach rozrywkowych ABC: Superstars (2009) i Dancing with the Stars (2009) oraz w programie reality show TVN Starsza pani musi fiknąć (2019). Była bohaterką reality show The Real Housewives of Miami (2012–2013) i cyklu reportaży emitowanych w programie Uwaga! (2011–2012). Gościła w programach: Kuba Wojewódzki (2011), Świat się kręci (2014) i Gwiazdy Cejrowskiego (2017) oraz wielokrotnie w programie śniadaniowym Dzień dobry TVN.

## Działalność społeczno-charytatywna
Działa na rzecz praw zwierząt. Związana jest m.in. z organizacją People for the Ethical Treatment of Animals (PETA). Brała udział w zorganizowanej przez organizację akcji przeciwko torturowaniu zwierząt futerkowych. W Polsce wspiera wiele schronisk dla zwierząt, w tym m.in. kieleckie Dyminy oraz warszawski Paluch. W 2017 prowadziła program Misja Pies, w którym zachęcała do adopcji zwierząt ze schronisk.
2 kwietnia 2012 w Los Angeles protestowała przeciwko noszeniu futer pod butikiem Dash sióstr Kardashian. Jednocześnie dostarczyły petycję podpisaną przez 140 tys. osób, która krytykowała handel skórami i wskazywała, że „jest dobry czas dla (sióstr) Kardashian, aby wytyczyć drogę dla całej reszty biznesu związanego z modą i rozrywką i usunąć wszystkie futra ze swoich sklepów oraz linii odzieżowych”. W Polsce za noszenie futer naturalnych publicznie krytykowała kilka celebrytek: Anję Rubik, Annę Muchę, Aleksandrę Kisio i Weronikę Rosati. W październiku 2012 wzięła udział w kolejnej kampanii PETY.

## Życie prywatne
Była związana z modelem Jensenem Acklesem i Wayne’em Boichem. 13 czerwca 2013 wyszła za przedsiębiorcę Romaina Zago. 11 lipca 2017 sfinalizowali sprawę rozwodową, jako przyczynę podając „całkowity rozpad pożycia małżeńskiego”.
W marcu 2018 zaręczyła się z przedsiębiorcą Douglasem Nunesem. Pod koniec lipca 2018 wzięli ślub cywilny, a 4 sierpnia – kościelny. Mają córkę Ashę-Leigh Nunes (ur. 2 listopada 2019). W marcu 2023 Krupa ogłosiła trwającą od 2 stycznia 2023 separację małżeńską. Rozwód sfinalizowano 4 października 2023.
W 2008 wzięła udział w kampanii społecznej Vote No on Prop 8. Equality For All, która sprzeciwiała się wprowadzeniu w amerykańskim stanie Kalifornia poprawki prawnej zamykającej drogę parom jednopłciowym do zawierania małżeństw, tzw. „Propozycji 8”.

## Filmografia
Filmy i seriale
- 2001: Planeta małp (Planet of the Apes) jako przyjaciółka na przyjęciu Leo
- 2002–2003: The Man Show jako Tancerka Juggy
- 2003: Las Vegas gościnnie jako Nicole
- 2004: Max Havoc: Klątwa smoka jako Jane
- 2006: Ripple Effect jako Victoria
- 2006: The Dog Problem jako Taffy
- 2006: Sorority Asylum
- 2007: Skinner Box jako Samantha
- 2008: Six days in paradise
- 2011: Underground Comedy 2011

## Reklamy
- 2011: spot wizerunkowy „TVN i tu, i tu”[36]
- 2011: reklama polskiej marki lodów „Koral”[37][38]
- 2011: jej wizerunek reklamuje wyroby firmy ESOTIQ & HENDERSON S.A.[39]
- 2012: reklama kremu powiększającego biust[40]
- 2013: użyczyła wizerunku internetowemu bukmacherowi betsson.com[41]

## Publikacje
- Psie sprawki, wydawnictwo Edipresse Polska, 2017[42].

## Nagrody i nominacje
- 2011: Nagroda w plebiscycie Kobieta Roku „Glamour 2010” w kategorii Wejście w stylu “Glamour”[43]
- 2011: Nominacja w plebiscycie „Viva! Najpiękniejsi”[44]
- 2015: Nominacja do Telekamery „Tele Tygodnia” 2015 w kategorii Juror[45]

Ranking „100 najcenniejszych gwiazd polskiego show-biznesu” miesięcznika Forbes
- 2010: 122. miejsce[46]
- 2011: 68. miejsce (290 500 zł. z reklam)[46]
- 2012: 47. miejsce (389 000 zł. z reklam)[47]
- 2013: 15. miejsce (571 500 zł. z reklam)[48]
- 2014: 61. miejsce (244 286 zł. z reklam)[49]